# Архиепархия Ла-Платы
Архиепархия Ла-Платы (исп. Arquidiócesis de La Plata, лат. Archidioecesis Platensis) — архиепархия Римско-католической церкви с центром в городе Ла-Плата, Аргентина. В митрополию Ла-Платы входят суффраганные епархии Асуля, Мар-дель-Платы, 9 Июля, Сарате — Кампаны, Часкомуса. Кафедральным собором архиепархии Ла-Платы служит церковь Непорочного Зачатия Пресвятой Девы Марии. Правящим архиепископом Ла-Платы является Габриэль Антонио Местре.

## Территория
Архиепархия охватывает пять муниципалитетов аргентинской провинции Буэнос-Айрес: Бериссо, Энсенада, Ла-Плата, Магдалена и Пунта-Индио.
Площадь архиепархии Ла-Платы составляет 4.652 км², её территория разделена на 76 приходов.

## История
15 февраля 1897 года Папа Римский Лев XIII издал буллу «In Petri Cathedra», которой учредил епархию Ла-Платы, выделив её из архиепархии Буэнос-Айреса. Первоначально епархия Ла-Платы входила в митрополию Буэнос-Айреса.
10 января 1922 года декретом епископа Ла-Платы Франсиско Альберти была основана епархиальная семинария святого Иосифа.
20 апреля 1934 года Папа Римский Пий XI издал буллу «Nobilis Argentinae nationis», которой передал часть территории епархии Ла-Платы для образования новых епархий Асуля, Баия-Бланки (сегодня — архиепархия Баия-Бланки), Мерседеса (сегодня — архиепархия Мерседеса — Лухана) и одновременно возвёл епархию Ла-Платы в ранг архиепархии.
В следующие годы архиепархия Ла-Платы передала часть своей территории для учреждения новых церковных структур:
- 3 марта 1947 года — для образования епархии Сан-Николаса-де-лос-Арройоса;
- 11 февраля 1957 года — для образования епархий Ломас-де-Саморы, Мар-дель-Платы, Морона и Сан-Исидро;
- 10 апреля 1961 года — для образования епархии Авельянеды (сегодня — епархия Авельянеды — Лануса);
- 19 июня 1976 года — для образования епархии Кильмеса;
- 27 марта 1980 года — для образования епархии Часкомуса.

## Ординарии архиепархии
- епископ Мариано Антонио Эспиноса (8.02.1898 — 24.08.1900), назначен архиепископом Буэнос-Айреса;
- епископ Хуан Непомусено Терреро-и-Эскалада (7.12.1900 — 10.01.1921);
- архиепископ Франсиско Альберти (13.07.1921 — 27.06.1938);
- архиепископ Хуан Паскуаль Кименто (16.10.1938 — 25.12.1946);
- архиепископ Томас Хуан Карлос Солари (20.09.1948 — 13.05.1954);
- архиепископ Антонио Хосе Пласа (14.11.1955 — 18.12.1985);
- архиепископ Антонио Кваррасино (18.12.1985 — 10.07.1990), назначен архиепископом Буэнос-Айреса;
- архиепископ Карлос Вальтер Галан Барри (8.05.1991 — 12.06.2000);
- архиепископ Эктор Рубен Агуэр (12.06.2000 — 2.06.2018);
- архиепископ Виктор Мануэль Фернандес (2.06.2018 — 1.07.2023)[6], назначен префектом Дикастерии доктрины веры.
- архиепископ Габриэль Антонио Местре (28.07.2023 — 27.05.2024, в отставке);
- архиепископ Густаво Оскар Каррара (с 21 ноября 2024 года).

## Статистика
На конец 2016 года из 991 000 человек, проживавших на территории архиепархии Ла-Платы, католиками являлись 872 000 человек, что соответствовало 88 % от общей численности населения архиепархии.
| год  | население | население | население | священники | священники        | священники         | священники                           | постоянные диаконы | монахи  | монахи  | приходы |
| год  | католики  | всего     | %         | всего      | белое духовенство | черное духовенство | число католиков на одного священника | постоянные диаконы | мужчины | женщины | приходы |
| ---- | --------- | --------- | --------- | ---------- | ----------------- | ------------------ | ------------------------------------ | ------------------ | ------- | ------- | ------- |
| 1950 | 2.740.000 | 3.500.000 | 78,3      | 692        | 317               | 375                | 3.959                                |                    | 624     | 2.503   | 167     |
| 1966 | 670.000   | 700.000   | 95,7      | 191        | 118               | 73                 | 3.507                                |                    | 117     | 595     | 64      |
| 1970 | 730.000   | 770.000   | 94,8      | 198        | 120               | 78                 | 3.686                                |                    | 112     | 600     | 69      |
| 1976 | 750.000   | 800.000   | 93,8      | 185        | 115               | 70                 | 4.054                                | 1                  | 86      | 550     | 56      |
| 1980 | 793.000   | 843.000   | 94,1      | 187        | 117               | 70                 | 4.240                                | 5                  | 101     | 550     | 72      |
| 1990 | 642.550   | 755.940   | 85,0      | 152        | 105               | 47                 | 4.227                                | 6                  | 61      | 435     | 64      |
| 1999 | 709.000   | 836.000   | 84,8      | 134        | 95                | 39                 | 5.291                                | 5                  | 54      | 356     | 66      |
| 2000 | 716.000   | 845.000   | 84,7      | 134        | 92                | 42                 | 5.343                                | 5                  | 57      | 362     | 66      |
| 2001 | 648.647   | 763.115   | 85,0      | 142        | 94                | 48                 | 4.567                                | 5                  | 120     | 356     | 64      |
| 2002 | 617.596   | 726.583   | 85,0      | 140        | 96                | 44                 | 4.411                                | 5                  | 114     | 373     | 65      |
| 2003 | 637.500   | 750.000   | 85,0      | 157        | 106               | 51                 | 4.060                                | 5                  | 120     | 373     | 65      |
| 2004 | 637.500   | 750.000   | 85,0      | 157        | 106               | 51                 | 4.060                                | 5                  | 127     | 375     | 65      |
| 2013 | 862.000   | 935.000   | 92,2      | 156        | 122               | 34                 | 5.525                                | 4                  | 59      | 322     | 72      |
| 2016 | 872.000   | 991.000   | 88,0      | 160        | 124               | 36                 | 5.450                                | 4                  | 64      | 322     | 76      |